# 宇文逸豆歸
宇文逸豆歸（？—？），又作侯豆归、俟豆归、悉独官、悉豆官，是中國東晉時期北方宇文部鮮卑的最後一位首領，在位期間為333年-344年或345年。

## 生平
關於逸豆歸如何成為宇文部首領，史籍有二種不同說法。《資治通鑒》記載：333年，當時身為宇文部東部首領的逸豆歸驅逐了其主宇文乞得龜而自立，慕容部鮮卑首領慕容皝出兵聲討，逸豆歸懼而請和；而《魏書》則稱「逸豆歸殺乞得龜而自立」。
慕容皝庶兄慕容翰曾逃奔宇文部，但後來為宇文逸豆歸所忌，遂返慕容部，他對逸豆歸的評語是：「篡竊得國，群情不附。」、「性識庸暗」，並稱當時的宇文部「將帥非才，國無防衛，軍無部伍。」
343年，逸豆歸遣其相莫淺渾率兵攻前燕（慕容部是其前身），莫淺渾因輕敵而大敗，僅僅逃出一命，士卒皆為燕軍所俘。前燕在次年（344年）出兵攻逸豆歸，攻下了宇文部的都城，逸豆歸逃往漠北，後來死於該地，宇文部也因此散亡，由於逸豆歸在位時依附後趙，前燕攻宇文部時，後趙天王石虎曾出兵相救，但趙軍到達前宇文部已滅亡。
不過，《魏書》的記載卻稱該戰役係發生於345年，結果逸豆歸遠遁漠北，後來逃往高麗。慕容皝將其部眾五千餘落遷至昌黎（今中國遼寧省朝陽市），宇文部自此散滅。
后世，宇文逸豆归被尊为皇帝，谥号昭武，庙号世宗。

## 鲜卑名
北京大学历史系教授罗新认为，逸豆归就是鲁尼文古突厥文碑铭中的Ötüqän，出自同一词的不同汉译还有於陟斤、郁豆眷、越豆眷等，指的是杭爱山或其主峰於都斤山。

## 後代
另外，《周書》則將宇文逸豆歸之名記載為俟豆歸，並稱其子宇文陵曾仕於燕國（前燕或後燕），還曾拜駙馬都尉，被封為玄菟公，後又降於北魏，其後代即存於魏。而後來的西魏太師、北周的實際建立者宇文泰即為宇文逸豆歸的五世孫。
又有五個兒子：宇文拔拔瓌、宇文紇闍、宇文目原（宇文弼的祖先）、宇文紇闍俟直、宇文目陳。